# Liste der Monuments historiques in Allainville (Yvelines)
Die Liste der Monuments historiques in Allainville (Yvelines) führt die Monuments historiques in der französischen Gemeinde Allainville auf.

## Liste der Objekte
| Bezeichnung | Beschreibung        | Standort                       | Kennzeichnung | Schutzstatus | Datum | Bild |
| ----------- | ------------------- | ------------------------------ | ------------- | ------------ | ----- | ---- |
| Wandteppich | Stoff, 1770er Jahre | in der Kirche St-Pierre (Lage) | PM78000006    | Classé       | 1908  |      |